# 查尔斯·鲁登堡

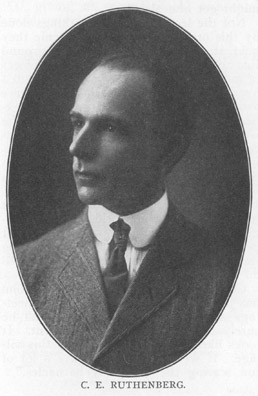
查尔斯·鲁登堡

查尔斯·埃米尔·鲁登堡（1882年7月9日—1927年3月1日），美国马克思主义政治家、美国共产党的创始人和领袖。

## 生平

### 早年
1882年7月9日，查尔斯·鲁登堡出生在美国俄亥俄州克利夫兰。父亲奥古斯特·查尔斯·鲁登堡和母亲威廉敏娜是1888年从普鲁士移民到美国的德国人和路德教徒。  在美国，小查尔斯的父亲起初在美国的凯霍加河码头工作，担任码头工人，晚年与女婿一起做生意，在码头工作的人经常光顾的酒吧里照料酒吧。
1896年6月从教区的路德教会学校毕业。他去了书店工作，晚上在伯基和戴克商学院学习了为期十个月的簿记、会计和打字课程。鲁登堡于1904年6月与同样具有德国血统的罗莎琳·尼克尔结婚。这对夫妇在1905年诞下了他们唯一的孩子丹尼尔。在此期间，鲁登堡担任塞尔玛·赫斯出版公司的簿记员和销售经理，负责监督整个中西部的30多名销售人员。

### 社会主义阶段
鲁腾堡首先吸引到了1901年至1909年在克利夫兰推行改革的市长汤姆·约翰逊的注意。但此后鲁登堡被更激进的政治所吸引，并在1908年中期开始称自己为社会主义者。于1909年1月加入美国社会党，并参加了当地凯霍加县的英语支部。
1909年至1919年， 鲁腾堡成为凯霍加县当地的组织者和秘书。此外，他于 1911 年至 1916 年在俄亥俄州执行委员会任职，在那里他编辑了报纸《克利夫兰社会主义者》（1911年至 1913 年）和社会主义新闻（1914-1919）。鲁腾堡还为俄亥俄社会党的官方机关报《俄亥俄社会主义者》提供了材料。他于1915年被选入社会党全国委员会，但在该党的国家管理执行委员会的年度选举会议中败于阿瑟·勒苏尔。
在此期间，鲁腾堡前往美国东北部和中西部的许多城市，与劳工团体、工会组织和反战团体交谈，建立了联系网络。他开始与美国社会党中极左的所谓“不可能主义者”建立关联，他们对改善性改革的效果几乎没有希望，而是寻求革命性的社会主义改造。
鲁腾堡是社会党的常客。他的第一次选举失败发生在1910年，当时他以社会主义者的票竞选俄亥俄州的州财政。1911年，他竞选克利夫兰市长，1912年竞选俄亥俄州州长，1914年竞选美国参议院。1915年，他再次竞选克利夫兰市长，1916年竞选美国国会议员。1917年，他第三次竞选克利夫兰市长（在100,000人中获得27,000票），随后在1918年第二次竞选国会。他最后第四次也是最后一次竞选克利夫兰市长是在1919年。
鲁腾堡是1917年开创性的美国社会党全国紧急会议的代表。在那里，他被选为战争和军国主义委员会成员，并且是积极反军国主义的圣路易斯计划的三位主要作者之一，另两位是莫里斯·希尔奎特和阿尔杰农·李。
美国加入第一次世界大战后，鲁腾堡继续公开抨击帝国主义冲突和美国在其中的参与。他被指控在1917年5月17日的一次集会上的演讲中因阻碍美国征兵而违反《间谍法》。同时被指控的还有阿尔弗雷德·瓦根克内希特和查尔斯·贝克。他们于1917年7月一起受审，并于1918年1月15日被美国最高法院维持在俄亥俄州立监狱服刑一年。

最高法院决定我们必须在监狱里呆一年。我们的定罪是说出了真话。我们相信某些原则；我们为这些原则而奋斗，我们表面上是因为诱使某个学校电话不注册而入狱。指控只是一个借口……重要的事实是，统治阶级害怕我们向工人传达的信息，并试图压制这一信息。这个事实应该让一百个愿意的工人接受我们放下的工作......

鲁腾堡、瓦根克内希特和贝克服刑近11个月，于1918年12月8日获释。

### 1919年克利夫兰五一节骚乱
1918年12月从监狱获释后，鲁腾堡全身心投身到了震惊社会党的新兴左翼运动。1919年的五一劳动节是一个充满巨大热情和巨大恐惧的事件。克利夫兰计划举行一场盛大的集会，其中四名游行者将聚集在公共广场上，其中许多人挥舞着红旗，听取为尤金·德布斯和汤姆·穆尼（Tom Mooney）争取自由的演讲和集会，并通过了6小时日和1美元的最低工资。 据说有多达20,000人参加了游行，还有20到30,000人在街上观看。鲁腾堡后来描述了随后发生的事件：

当队伍的头部在公共广场的一个街区内时，第一个麻烦发生了。一名身着红十字制服的军官从一辆“胜利”号贷款卡车上跳下，并试图夺走一名身着制服的士兵所携带的红旗。随后发生了混战，卡车上的其他士兵和一些商人加入了。在混战中，其中一个商人掏出一把左轮手枪，疯狂地威胁游行队伍中的工人。然而，在五分钟内，斗争就结束了。中尉和他的支持者被赶回人行道，队伍的首长改头换面，红旗仍在飘扬，继续向公共广场进发。

突然，警察出现了：

他们沿着将“广场”分成南北两部分的苏必利尔大街走下来，由骑兵小队领导，随后是自动装载。报纸后来报道说，有700人集中在中央车站，现在他们向游行者冲去……前一千名左右的工人游行到广场上，占领了“胜利”贷款演讲者的展台。已经建在公共广场上的石块上，供公众会议上的演讲者使用......当一名军官和几名士兵试图爬上平台时，主席正要介绍”我“作为第一个演讲者，要求举着红旗的士兵放弃……然后，一队骑警在没有任何警告的情况下冲进观众席，将他们的马赶到聚集的工人身上，并在他们走的时候用棍棒打他们。”

随后发生了骚乱，警察及其支持者（由坦克支持）与游行者对抗。在这场克利夫兰五一节骚乱中，两名游行者在战斗中丧生，数百人受伤，大约150人被捕。鲁腾堡被控与此事件有关的煽动谋杀罪，但没有被定罪。

### 创立美国共产党
鲁腾堡是路易斯·C·弗莱纳撰写的《左翼宣言》的早期支持者，社会党正式的左翼支部围绕着该宣言展开。在1919年的党的选举中，他是社会党执政的全国执行委员会的左翼支持的候选人，结果被即将离任的全国选举委员会推翻，表面上是因为一些与党的语言联合会有关的分支进行了选举舞弊。
鲁腾堡是1919年6月左翼支部代表大会的代表，并被选为该派系执政的国民议会成员。鲁腾堡最初支持在即将于1919年在芝加哥召开的紧急全国代表大会上继续争取“为左翼赢得社会党”的策略，但面对联邦要求立即组建美国共产党的压力，显然无望的任务，鲁登堡将他的支持转向了联合会和他们对立即成立共产党的呼吁。
俄语、立陶宛语、波兰语和拉脱维亚语联盟肯定会占据主导地位，说英语的鲁腾堡对亚历山大·斯托克利茨基、尼古拉斯·霍维奇和约瑟夫·斯蒂尔森等联盟领导人来说是一种宝贵的资源。鲁腾堡也没有效忠于由约翰·凯拉赫（John Keracher）和丹尼斯·巴特（Dennis Batt）领导的特殊的密歇根社会党。因此，雄心勃勃的鲁登堡成为领导这个于1919年9月1日在芝加哥成立的新组织美国共产党的理想人选。虽然大会和它选出的中央执行委员会的决定性权力仍掌握在所谓的“俄罗斯联邦”手中，但芝加哥秘密会议选举鲁登堡为新组织的第一任执行秘书。具有讽刺意味的是，这是他在俄亥俄州党内的老同志和狱友阿尔弗雷德·瓦根克内希特，在1919年8月的社会党大会上赢得对社会党的控制权的努力失败后，他被选为敌对的美国共产主义工人党党党魁。
随后是一段激烈而激烈的竞争，其中两个相互竞争的美国共产主义组织都试图赢得共产国际的青睐（和财政支持）。美国社会主义工党和美国社会党也寻求加入共产国际，这让情况更加复杂。然而，共产国际对自己的结构固执己见，它在每个国家都寻求一个且只有一个中央组织。要求CPA和CLP合并。
然而，实现共产国际对团结的要求并非易事，接下来三年的历史是一个复杂的故事，包括分裂、合并、秘密会议、有组织的党团会议和平行组织的范围之外的平行组织。这个介绍。概括而言，1920年CPA领导层之间爆发了一场斗争，鲁腾堡与他的一群讲英语的追随者，如艾萨克·弗格森和杰伊·洛夫斯通，以及俄罗斯联邦的芝加哥部分，退出了1920 年 4 月成立组织（连同该组织的大部分资金），并于 5 月加入共产主义工人党，组成统一共产党（UCP）。
瓦根克内希特领导了这个新的联合组织，鲁腾堡负责党的新闻。然而，这仍然留下了分裂的共产主义运动，现在由查尔斯·迪尔巴 (Charles Dirba) 领导的旧CPA的主要部分仍然处于日益激烈的反对之中。直到 1922 年底——在又一次合并、分裂和合并之后——这个裂痕终于得到了解决，建立了一个新的统一的美国共产党及其平行的“合法政党”，即美国工人党（WPA）。
在这个复杂的舞蹈中，鲁腾堡被关进了监狱。1920年10月，鲁腾堡与他的助手艾萨克·弗格森在纽约因涉嫌违反该州无政府主义刑事法而受到审判，据说左翼部门在前一年发布弗莱纳的左翼宣言时违反了该法。两人于1920年10月29日在国家监狱受审并被判处五年监禁。两人坐在丹尼莫拉监狱，直到1922年4月24日最终以5,000美元的保释金获释。他被保释，亚伯兰·贾奇拉负责平行和地下CPA的日常运作。
在庞大的芬兰联邦的加入推动下，由鲁腾堡领导的地上WPA迅速发展，而地下党则枯萎死亡，并于1923年永久卧床不起。此后鲁腾堡成为美国唯一的执行秘书共产党（仍称自己为美国工人党）——尽管在1920年代的大部分时间里担任党内少数派系的领导人，但他终生保留了这一职位。
鲁腾堡和弗格森的刑事无政府主义定罪最终被纽约最高法院推翻。1922年7月，正好赶上另一轮起诉，这一次与不幸的 1922年8月在密歇根州布里奇曼举行的CPA团结大会有关。

### 1922年布里奇曼公约及其后果
密歇根湖树木繁茂的岸边的”狼喉“度假村中召开的一次秘密会议最终将CPA与其持不同政见的中央党团派系维持的平行组织联合起来。该地点被认为相对安全，之前曾被用于 1920 年春天联合共产党的秘密会议。但是这一次，美国司法部的一名线人成功地赢得了选举，作为一名代表和当局已得到通知。
然而，强制合并并没有结束两个集团之间的竞争。鲁腾堡和他的支持者杰伊·洛夫斯通与由詹姆斯·P·坎农和威廉·Z·福斯特领导的敌对派系不和，其中坎农是国际劳工防御组织的领导，而福斯特与有组织的劳工有着密切的联系，并希望将党的工作指向在美国出生的工人阶级内部进行组织。
鲁腾堡返回美国后，作为美国工人党的候选人，未能成功竞选俄亥俄州第20届国会选区（现已废除）的美国众议院席位。
1925年，共产国际代表谢尔盖·古谢夫下令多数福斯特派将控制权交给鲁腾堡派；福斯特答应了。然而，CPUSA 内部的派系内斗并没有结束。1926 年纽约市斗篷制造商在纽约市举行的国际“女装工人”联盟纽约当地人的共产主义领导层在很大程度上是由于党内派系对抗而失败的，因为这两个组织都不想承担接受罢工的责任看起来不够革命的定居点。
1926-27年，他的第一修正案案正在美国最高法院审理。法院以7比2投票（布兰代斯加入，霍姆斯反对）反对鲁登堡。但鲁登堡在法院作出裁决前不久去世，使案件没有实际意义。因此，案件中的意见从未发表。

### 逝世
鲁腾堡于1927年3月1日在芝加哥因急性腹膜炎接受手术后去世。他被火化后，装有骨灰的骨灰盒被运往莫斯科，并被携带在4月26日的共产国际葬礼队伍中，在那里它被放置在克里姆林宫墙墓地，离他的前派系对手约翰里德的墓地不远。

## 著作
作为美国共产党的领导人，鲁腾堡本质上是一个管理者，而不是一个理论家。他早期的新闻工作很分散，他写的小册子相对较少，他一生没有出版过任何书籍，除了收集了他 1920 年在纽约的审判证词和艾萨克·弗格森（Isaac Ferguson）的证词外，他还没有出版过任何书籍，后者还担任过他的案件的律师。1928年，在他去世后不久，共产党还出版了一小部分讲话摘录。尽管鲁腾堡在党史上具有标志性的地位，但美共也没有在随后的几年中发表过他的任何重要著作。在互联网时代，这种可用材料的匮乏在一定程度上得到了缓解，他的一部分新闻报道逐渐在网上可用。